# Gore-Tex
 (novembre 2016).

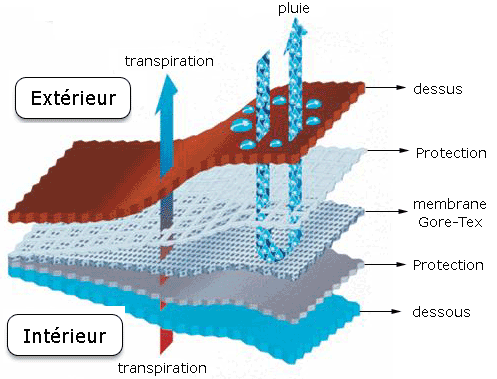
Schéma d'un tissu composé de Gore-Tex.

Le Gore-Tex, ou goretex, est une marque de membrane imperméable à l'eau mais laissant passer la vapeur d'eau brevetée par la société W.L. Gore & Associates en 1970. Il est composé de polytétrafluoroéthylène (PTFE) étiré, aussi connu sous la marque Téflon.
Les gaz étant constitués de molécules fortement distantes les unes des autres, la vapeur d'eau dont est faite la transpiration n'a donc aucun mal à traverser le tissu, sauf lorsque cette transpiration est tellement importante que se produit une condensation. Son indice Schmerber vaut 1 500.

## Fabrication, dégradation et pollution environnementale
Le Gore-Tex est fabriqué à partir de tétrafluoroéthylène (PTFE) étiré après chauffage. La pollution liée à sa fabrication est préoccupante car il est composé de polytétrafluoroéthylène (PTFE) étiré, aussi connu sous la marque Téflon. L'acide perfluorooctanoïque (APFO ou PFOA en anglais, aussi connu sous le nom de C8), est un produit chimique clef employé pour fabriquer le Téflon, il s'avère problématique pour l'environnement car il ne se dégrade pas ou difficilement. Il fait partie de la famille des polluants organique persistants PFAS. De même, sa dégradation mécanique pourrait être de nature à produire « des microparticules voire des nanoparticules capables de pénétrer dans les cellules des organismes vivants », que ce soit pour l'utilisateur ou les êtres vivants qui l'environnent. 

## Historique
Dans les années 1950, Bill Gore, chez du Pont de Nemours, soumet à ses supérieurs l'idée d’utiliser le Téflon, produit phare de la société, dans la production de vêtements. Ce projet ne recevant pas l'aval de sa hiérarchie, Gore décide de se lancer seul dans la conception et la fabrication du produit. Les débuts sont difficiles jusqu'à ce qu'en 1969 son fils Bob Gore arrive à développer une matière laissant s'échapper la transpiration mais empêchant le passage des gouttes d'eau : le Gore-Tex. Son intégration massive au sein des équipements des pompiers et sapeurs-pompiers du monde entier, des équipements nautiques et de randonnée se produit depuis les années 1980.
Au-delà de ses caractéristiques indéniables d'imperméabilité tout en laissant échapper la transpiration, il est étonnant que le Gore-Tex reste une matière grand public. Depuis 1998, l'avocat Rob Bilott dénonce les risques induits par la fabrication des composés de base, le polytétrafluoroéthylène (PTFE) qui se retrouve dans le Téflon donc dans le Gore-tex. Fabriqué originellement par Dupont de Nemours, il a prouvé sa dangerosité aux États-Unis et Rob Bilott a obtenu en 2017 un règlement de 671 millions de dollars par DuPont pour ses clients. Depuis 2018, il a lancé une nouvelle série de procès car les tensioactifs fluorés sont des produits pratiquement indestructibles qui s'accumulent dans le corps humain et dans l'environnement, créant une série de risques de santé publique comme l'affaiblissement du système immunitaire, le dysfonctionnement du foie et les malformations congénitales.